# Lotte Loebinger
Lotte Loebinger (ur. 10 października 1905 w Katowicach, zm. 9 lutego 1999 w Berlinie) – niemiecka aktorka teatralna i filmowa.

## Życiorys
Urodziła się 10 października 1905 roku w Katowicach w rodzinie lekarza. W 1915 roku została sierotą, a będąc po opieką najstarszej siostry przeprowadziła się do Kilonii. W 1920 roku ukończyła żeńskie liceum, a po ukończeniu szkoły pracowała jako nauczycielka w przedszkolu, a następnie jako sprzedawczyni. 
W 1922 roku przeprowadziła się do Wrocławia, żeby zamieszkać ze swoją siostrą Waltraut i rozpocząć karierę teatralną. Tam też, w 1925 roku zadebiutowała na scenie. Za pośrednictwem starszej siostry zetknęła się z Komunistyczną Partią Niemiec, gdzie angażowała się w pracę z młodzieżą i nadzorowanie grup agitacyjnych.
W 1926 roku przeprowadziła się do Berlina, gdzie zamieszkała u Ericha i Zenzl Mühsam. Od 1927 roku była praktykantką w Volksbühne, Piscator-Bühne oraz w założonym w 1930 roku kolektywie Piscator. W 1931 roku miała swój debiut filmowy w filmie Fritza Langa M – Morderca.
Jako członkini zespołu aktorskiego Truppe 1931 pod kierownictwem Gustava von Wangenheima wzięła udział w trasie po ZSRR w 1931 roku. W grudniu 1933 roku uciekła z nazistowskich Niemiec do Polski, jednak została stamtąd wydalona i przez Pragę przedostała się do ZSRR. W Moskwie była m.in. rzeczniczką prasową Radia Moskwa i nauczycielką języka niemieckiego.
W 1945 roku była jedną z pierwszych niemieckich emigrantów z ZSRR, którzy powrócili do zniszczonego wojną Berlina. Występowała w różnych berlińskich teatrach, m.in. w Kleines Theater unter den Linden, Deutsches Theater i Berliner Ensemble. W latach 1952–1983 zagrała blisko 100 ról w Maxim Gorki Theater, którego została honorowym członkiem.
Była żoną polityka Herberta Wehnera.
Zmarła 9 lutego 1999 roku w Berlinie. Pochowana została na cmentarzu miejskim Baumschulenweg w berlińskiej dzielnicy Treptow-Köpenick.

## Wybrana filmografia
- 1931: M – Morderca – jako kobieta
- 1946: Gdzieś w Berlinie(inne języki) – jako pani Steidel
- 1947: Małżeństwo w mroku
- 1950: A po sobocie jest niedziela(inne języki) – jako Berta Böhme
- 1950: Kamienne serca(inne języki) – jako matka Petera Munka
- 1952: Losy kobiet(inne języki) – jako Hertha Scholz
- 1954: Na barykadach Hamburga(inne języki) – jako Emma Kramer
- 1955: Łużyczanka(inne języki) – jako Serbinowa
- 1955: Raz to za mało(inne języki) – jako Muhme
- 1955: Diabeł z młyńskiego wzgórza(inne języki)
- 1974: To jeszcze nie miłość(inne języki) – jako małżonka wuja Carla
- 1982: Za siedmioma morzami…(inne języki) – jako Fee
- 1990: Gołąbek na dachu(inne języki) – jako mama Lindy

Źródło: